# Smiljana Marinović
Smiljana Marinović (ur. 25 września 1977 w Splicie) – chorwacka pływaczka specjalizująca się w stylu klasycznym, trzykrotna olimpijka (Sydney, Ateny, Pekin).

## Przebieg kariery
W latach 1998–2000 startowała głównie w pływackich zawodach Pucharu Świata pod egidą Światowej Federacji Pływackiej, w ramach tych startów m.in. wygrała jeden konkurs tej rangi. W 2000 uczestniczyła zarówno w mistrzostwach globu na basenie 25 m, jak i mistrzostwach Europy na basenie 50 m, ale nie dostała się do finału żadnej z konkurencji, w której wystartowała – jej najlepszym wynikiem była 13. pozycja w konkurencji 100 m st. zmiennym, której zawody rozegrano na mistrzostwach w Atenach.
Uczestniczyła w igrzyskach olimpijskich w Sydney, na których zajęła 30. pozycję w konkurencji 100 m st. klasycznym (z czasem 1:13,49) i 33. pozycję w konkurencji 200 m st. zmiennym (z rezultatem czasowym wynoszącym 2:25,24).
Na mistrzostwach Europy na basenie 25 m rozegranych w Walencji trzykrotnie dostawała się do fazy półfinałowej – w konkurencji 50 m st. klasycznym zajęła 14. pozycję, w konkurencji 100 m tą samą techniką zajęła 13. pozycję, w konkurencji 100 m st. zmiennym zaś uplasowała się na 14. pozycji w końcowej klasyfikacji. W 2003 zadebiutowała w mistrzostwach świata seniorów na basenie 50-metrowym, ale zajmowała w swych startach dalekie pozycje, m.in. 27. pozycję w konkurencji 100 m st. klasycznym. Na mistrzostwach Europy rozegranych w 2004 roku w Madrycie udało się jej awansować do finału zawodów w konkurencji 200 m st. klasycznym, w samym finale zajęła 8. pozycję.
W ramach letnich igrzysk olimpijskich w Atenach wystąpiła w dwóch konkurencjach pływackich stylem klasycznym. Na dystansie 100 m uzyskała w eliminacjach wynik 1:11,00 i zajęła 20. pozycję, natomiast na dwukrotnie większym dystansie uzyskała rezultat czasowy 2:32,52 i zajęła w eliminacjach 17. pozycję. Cztery lata później, tym razem podczas igrzysk w Pekinie, także wystartowała w tych samych konkurencjach, co poprzednio. Na dystansie 100 m uzyskała rezultat 1:10,94 i zajęła 33. pozycję, natomiast na dystansie 200 m uzyskała rezultat czasowy 2:32,80 i zajęła 34. pozycję w tabeli końcowej.

## Rekordy życiowe
| Konkurencja               | Data                 | Miejsce     | Rezultat   |
| Basen 50 m                | Basen 50 m           | Basen 50 m  | Basen 50 m |
| ------------------------- | -------------------- | ----------- | ---------- |
| 50 m stylem dowolnym      | 24 lipca 2004        | Kranj       | 27,98      |
| 100 m stylem dowolnym     | 23 lipca 2004        | Kranj       | 58,98      |
| 200 m stylem dowolnym     | 9 czerwca 2007       | Kranj       | 2:09,97    |
| 50 m stylem klasycznym    | 5 lipca 2009         | Rijeka      | 32,75      |
| 100 m stylem klasycznym   | 4 lipca 2009         | Rijeka      | 1:10,42    |
| 200 m stylem klasycznym   | 21 lipca 2004        | Kranj       | 2:30,50    |
| 200 m stylem zmiennym     | 1 lipca 2005         | Laugardalur | 2:22,41    |
| 4 × 100 m stylem dowolnym | 24 czerwca 2005      | Almería     | 3:55,48    |
| 4 × 200 m stylem dowolnym | 24 lipca 2003        | Barcelona   | 8:20,72    |
| 4 × 100 m stylem zmiennym | 13 lipca 2012        | Rijeka      | 4:15,93    |
| Basen 25 m                |                      |             |            |
| 50 m stylem dowolnym      | 17 grudnia 2011      | Rijeka      | 26,66      |
| 100 m stylem dowolnym     | 23 grudnia 2007      | Split       | 57,53      |
| 200 m stylem dowolnym     | 7 kwietnia 2002      | Moskwa      | 2:00,81    |
| 50 m stylem klasycznym    | 25 października 2009 | Rijeka      | 31,73      |
| 100 m stylem klasycznym   | 24 października 2009 | Rijeka      | 1:08,11    |
| 200 m stylem klasycznym   | 10 grudnia 2004      | Wiedeń      | 2:24,67    |
| 100 m stylem zmiennym     | 27 stycznia 2002     | Berlin      | 1:02,76    |
| 200 m stylem zmiennym     | 20 grudnia 2009      | Sisak       | 2:15,67    |
| 400 m stylem zmiennym     | 20 grudnia 2008      | Rijeka      | 4:53,80    |
| 4 × 50 m stylem dowolnym  | 14 grudnia 2007      | Debreczyn   | 1:41,69    |
| 4 × 50 m stylem zmiennym  | 15 grudnia 2007      | Debreczyn   | 1:51,08    |

Źródło: 